# 森田徹 (陸軍軍人)
森田 徹（もりた とおる、1890年（明治23年）4月21日 - 1939年（昭和14年）8月26日）は、大日本帝国陸軍軍人。最終階級は陸軍少将。功三級。妻は富永恭次中将の実妹。

## 経歴・人物
熊本県出身。1911年（明治44年）陸軍士官学校第23期卒業、陸軍歩兵少尉に任官。
第一次上海事変の時、混成第24旅団、歩兵第46連隊の大隊長として出征。廟巷鎮付近にて肉弾攻撃を敢行し敵を破った。
のち1938年（昭和13年）3月に陸軍歩兵大佐・第7国境守備隊長を経て、1939年（昭和14年）8月にノモンハン事件で重傷を負った長野栄二大佐に代わり歩兵第71連隊長（関東軍、第23師団、第23歩兵団）に任官。
森田が連隊長に着任した直後の1939年8月にソ連軍の大攻勢が開始され、森田はノロ高地に構築した陣地で迎え撃った。戦車を先頭として、守る日本軍兵士が『黒山のような』と形容したほどのソ連軍歩兵の大群が何度も攻撃してきた。森田は陣頭に立って将兵を鼓舞、日本兵は戦車に肉薄すると手榴弾を何個も縛り付けた結束手榴弾を投げつけ、ソ連軍歩兵とは高地の至る所で白兵戦を展開し、何度もソ連軍の攻勢を撃退した。しかし、苦戦中の森田の元に軍司令部から、攻勢移転のため連隊全兵力を攻撃開始位置に移動せよとの命令が入った。ソ連軍の大攻勢により防戦一方の前線の実状を全く把握していない軍命令に苦慮しつつも、軍命令を無視するわけにもいかず、森田の独断で、連隊の全兵力ではなく一部を攻撃開始地点に移動させ、森田はそのままノロ高地に残った。このため、ただでさえ少なかった兵力が部隊の転出によりさらに手薄となってしまい、各拠点が孤立して戦うこととなった。それでも、森田連隊は勇戦を続けて、8月22日にはノロ高地北翼に攻め込んできた戦車18輌を、速射砲と火炎瓶などを駆使し13輌を撃破して撃退した。中には戦車に飛び乗ってツルハシで砲塔のハッチをこじ開け車内に結束手榴弾を投げ込み撃破した日本兵もいた。森田連隊の勇戦むなしく、8月26日にノロ高地の戦況が最後の段階に達すると、森田は壕から出てわずかとなった連隊の将兵に最後の訓示を行い、ソ連軍の重機関銃の銃撃を受け戦死した。8月8日に連隊長に着任しわずか18日での出来事であった。戦死後に陸軍少将に特進した。